# Mar de Espanha
Mar de Espanha é um município de Minas Gerais, fundado em 10 de setembro de 1851. Sua população no censo de 2022 era de 12 721 habitantes.

## Topônimo
Sobre a origem do nome da cidade, se consta que um espanhol ao contemplar uma determinada cheia que acontecia no rio Paraibuna, no local onde deságua no rio Paraíba do Sul, devido a saudade que possuía de seu país, teria dito: - "Parece um mar ... um mar de Espanha".

## História

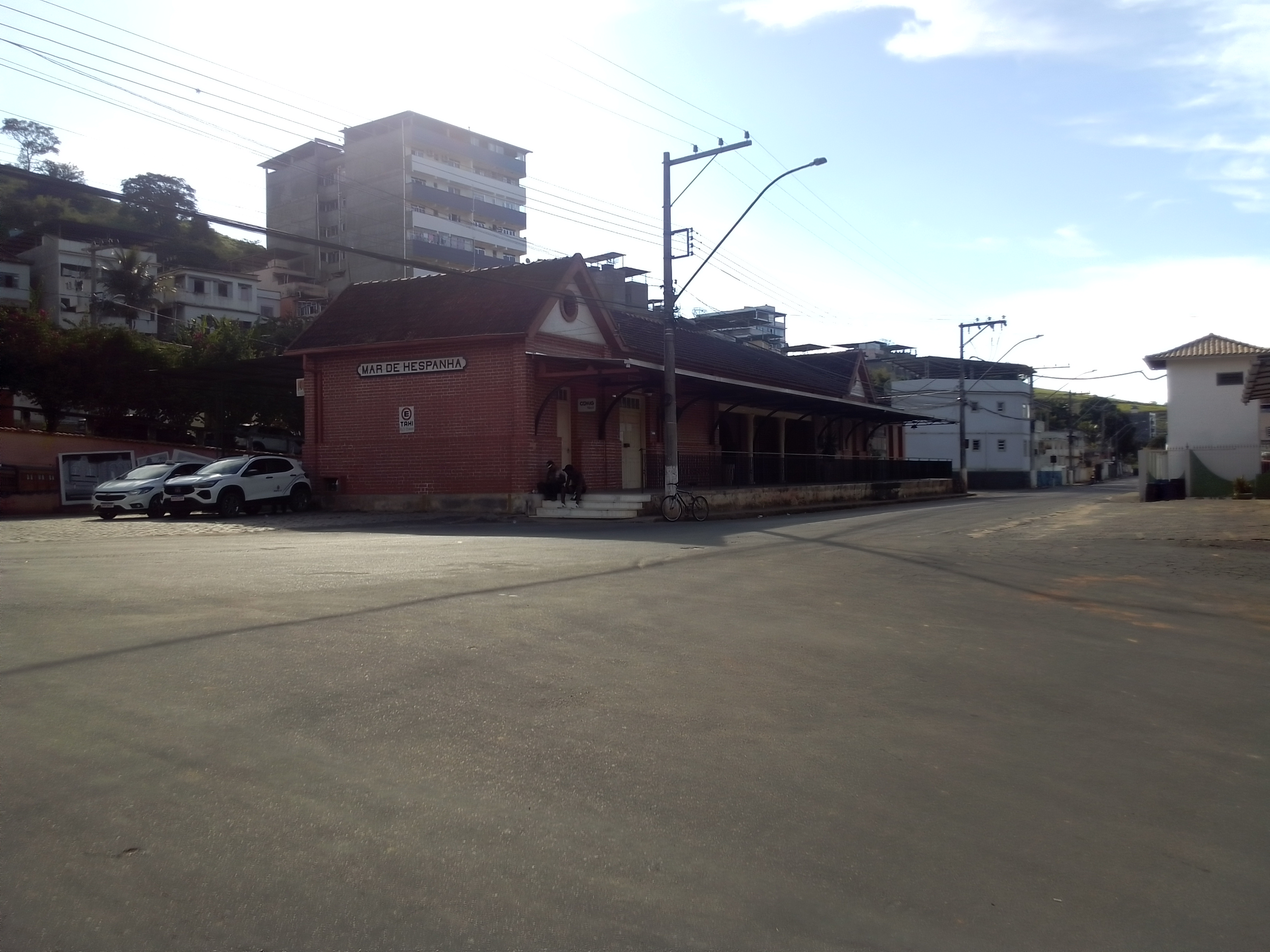
Antiga estação ferroviária do município

Em meados do século XIX, diversos garimpeiros estabeleceram-se na região. Principalmente pelo fato das terras férteis desta localidade serem abundantes. O português Antônio José da Costa e o mameluco João Maquieira foram os precursores da fundação da cidade que recebeu o nome de 'Arraial do Cágado'.
A ocupação definitiva do território se inicia no ano de 1817, por meio das sesmarias. Já nos anos 1840 a região gozava de infraestrutura consolidada para a produção cafeeira voltada para a exportação. Os irmãos Custódio Leite Ribeiro e Francisco Leite Ribeiro vão desempenhar papel fundamental nesse processo. Somente nas fazendas desses irmãos, segundo George Gardner, eram produzidas mais de vinte mil arrobas de café, além de queijo, açúcar e aguardente. O inventário dos irmãos também era volumoso: 228 escravos e mais de mil contos de réis em seu monte líquido. Francisco também abriu, em 1823, comunicações diretas da cidade à Província do Rio por barca e trilha, além de uma trilha que conectava Mar de Espanha, São João Nepomuceno e Rio Novo a Ouro Preto, na década de 1840, e planejou uma estrada que ligasse a localidade até Feijão Cru, hoje Leopoldina. Este desenvolvimento inicial proporcionou um rápido processo de elevação de vila a município evidenciando um acelerado amadurecimento econômico que a localidade passou, além da presença de uma elite social consolidada, buscando seus próprios interesses.
A partir deste período, foram achados depósitos de calcário, feldspato e caulim. Após algumas décadas, o calcário tornou-se a principal extração, vendido como corretivo de solo.
Mar de Espanha, antigo distrito criado em 1841 ou 1851 e subordinado ao município de São João Nepomuceno, foi elevado à categoria de vila pela lei provincial nº 514, de 10 de setembro de 1815 e cidade em 1859.

## Fatores sociais e econômicos

### Economia e trabalho
Segundo o IBGE, em 2021, o salário médio dos trabalhadores em Mar de Espanha era de 1,2 salário mínimos, com 3 607 pessoas empregadas (25,2 por cento da população). O PIB per capita estimado é de 15.925,26 reais.

### Saúde e educação
98,4 por cento da população mardespanhense entre 6 a 14 anos é escolarizada, com 1 412 matrículas no ensino fundamental (para 77 docentes) e trezentas no ensino médio (para vinte docentes). Existem quatro escolas de ensino fundamental e uma de ensino médio. Na área da saúde, não há dados de mortalidade infantil até 2020, havendo seis estabelecimentos de saúde do SUS, com 2,3 internações por diarreia por mil habitantes em 2016.

### Meio ambiente
Até 2019, de seus 372,108 quilômetros quadrados de área, 3,40 destes são urbanizados. 86,2 por cento de todas as casas em Mar de Espanha possuem condições de esgotamento sanitário adequadas, enquanto 59,9 por cento das vias públicas são arborizadas sendo que 44,1 por cento destas são urbanizadas. A cidade está localizada no bioma de Mata Atlântica. Além disso, no município está localizada a Estação Ecológica Estadual Mar de Espanha, uma unidade de conservação mantida pelo Instituto Estadual de Florestas de Minas Gerais.